# Gratien Gélinas
Gratien Gélinas (ur. 8 grudnia 1909, zm. 16 marca 1999) – kanadyjski dramaturg, reżyser teatralny i aktor, tworzący w języku francuskim.
Rozgłos przyniosły mu słuchowiska radiowe, przeniesione później na scenę, grał we Fridolinades oraz melodramacie Tit-Coq. W twórczości poruszał aktualne problemy moralno-społeczne.